# Depressão Cáspia
A depressão Cáspia ou planície Cáspia é uma região de planície que abrange a parte norte do Mar Cáspio, o maior corpo de água fechado da Terra. É a região mais ao norte de uma maior Depressão Cáspio-Aral em volta dos mares de Aral e Cáspio.
O nível do Mar Cáspio é de 28 m (92 pés) abaixo do nível do mar, no entanto, algumas áreas na depressão são ainda mais baixas, e entre as regiões Karagiye próximas a Aktau as áreas mais baixas são de -132 m (-433 pés).